# 蒼白高背鱨
蒼白高背鱨，為輻鰭魚綱鯰形目脂鱨科的其中一種，為熱帶淡水魚，被IUCN列為易危保育類動物，分布於非洲剛果河下游流域，體長可達8.3公分，棲息在底層水域，生活習性不明。

## 扩展阅读
維基物種上的相關：蒼白高背鱨